# Naruhito af Japan
Kejser Naruhito af Japan (født 23. februar 1960) er den 126. kejser (天皇 Tennō) af Japan (ifølge den traditionelle nummerering i Japan). Den 1. maj 2019 overtog han tronen efter sin far, der abdicerede som kejser dagen forinden. Han er søn af kejser Akihito af Japan og kejserinde Michiko.
Han blev i 1993 gift med diplomaten Masako Owada (f. 1963), og sammen har de et barn, datteren Aiko af Japan.
Han blev indsat som kejser af Japan ved en ceremoni d. 1. maj 2019.

## Navn
Kejserens personlige navn er Naruhito (徳仁). I Vesten omtales han derfor oftest som Kejser Naruhito, men blandt japanere bliver kejseren ikke omtalt ved sit fornavn. Efter sin tronbestigelse omtales han som Hans Majestæt Kejseren (天皇陛下 Tennō Heika), der kan forkortes til Hans Majestæt (陛下 Heika). På skrift omtales kejseren også formelt som Den Nuværende Kejser (今上天皇 Kinjō Tennō). Hans æra bærer navnet Reiwa (令和), og ifølge traditionen vil han blive omtalt som Reiwa-kejseren (令和天皇 Reiwa Tennō) efter afslutningen af sin regeringstid (se posthumt navn). Samtidig vil navnet på æraen for hans efterfølgers regeringstid også blive fastlagt.

## Indsættelse som kejser
Indsættelsen af en ny kejser i Japan er en proces, der strækker sig over nogen tid. Naruhito overtog formelt værdigheden som Japans kejser 1. maj 2019, men den egentlige kroningshøjtidelighed vil dog først finde sted d. 22. oktober 2019. De sidste i rækken af ceremonier i forbindelse med tronskiftet i Japan vil først være afholdt engang i løbet af 2020.

## Uddannelse
Kejser Naruhito har taget universitetsuddannelse i Japan på Gakushuin Universitetet (Gakushūin Daigaku), hvorefter han har studeret to år på University of Oxford. Han er det første medlem af den japanske kejserfamilie, der har studeret ved et udenlandsk universitet.

## Reiwa-æraen
Naruhitos indsættelse som kejser betød tillige afslutningen på Heisei-æraen, som har været betegnelsen for hans fars regeringstid. Naruhitos regeringstid vil blive benævnt Reiwa (令和) æraen.

## Tronfølge
Da Naruhitos datter ikke kan arve den japanske kejsertrone, vil det i stedet være Naruhitos lillebror Fumihito der fra 1. maj 2019 indtræder som tronarving. Den formelle titel som tronfølger vil Fumihito dog først få tildelt ved en ceremoni d. 19. april 2020.
Da Fumihitos to døtre heller ikke har del i arvefølgen i Japan vil den næste i tronfølgen efter Fumihito være hans søn prins Hisahito. Efter prins Hisahito er der blot én yderligere tronfølger i den japanske kejserfamilie, nemlig Naruhitos farbror Masahito, prins Hitachi (f. 1935), som er en yngre bror til kejser Akihito.

## Dekorationer
- Danmark: Ridder af Elefantordenen (R.E.)  (2004)[2]
- Norge: Storkors med kæde af Sankt Olavs Orden (No.St.O.1.)  (2001)
- Sverige: Ridder af Serafimerordenen  (2007)